# Částkov u Uherského Brodu

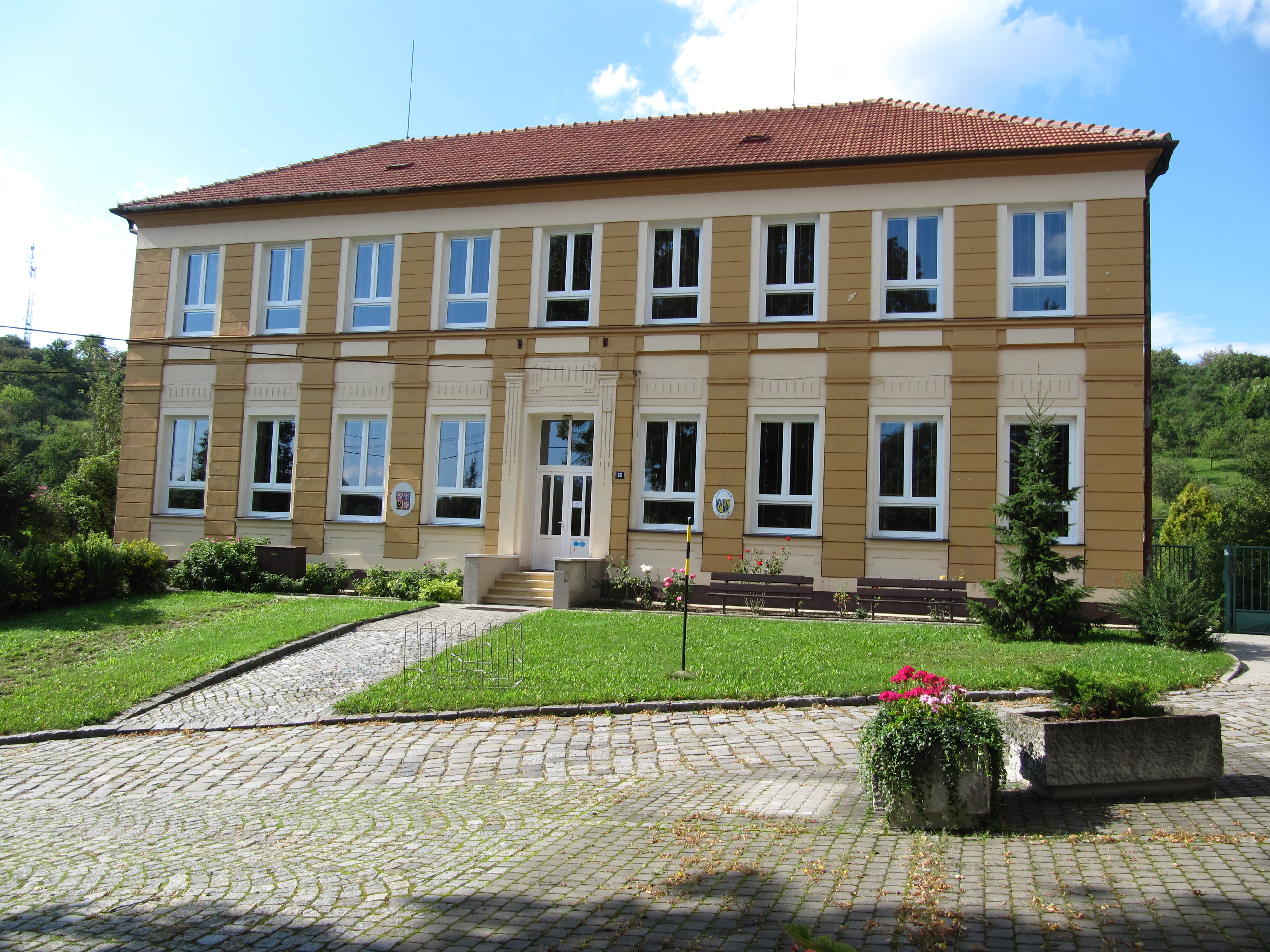
Gemeindeamt

Částkov (deutsch Czastkow, 1939–1945 Tschastkow) ist eine Gemeinde in Tschechien. Sie liegt zehn Kilometer nördlich von Uherský Brod und gehört zum Okres Uherské Hradiště.

## Geographie
Částkov befindet sich im Südwesten des Wisowitzer Berglandes am Übergang zur Prakšická vrchovina. Das Dorf erstreckt sich am Rande des Naturparks Prakšická vrchovina in den Tälern des Baches Částkovský potok und seiner Zuflüsse Loštický potok und Řásná. Nordöstlich erheben sich der Doubí (429 m), Pasecký kopec (377 m) und Kopec (341 m), im Südosten der Obce (336 m), südlich die Vrchovina (331 m) sowie im Südwesten die Rovná hora (350 m) und der Nad Zahradami (296 m).
Nachbarorte sind Mladé und Svárov im Morden, Doubravy, Doubí, Paseky und Kelníky im Nordosten, Lány, Háčky und Velký Ořechov im Osten, Dobrkovice und Pašovice im Südosten, Grefty, Prakšice, Drslavice, Lhotka und Hradčovice im Süden, Podolí, Popovice, Javorovec, Mistřice und Nedachlebice im Südwesten, Malá Strana im Westen sowie Topolná und Březolupy im Nordwesten.

## Geschichte
Grabhügel aus der Zeit um 2000 v. Chr. belegen eine frühzeitliche Besiedlung des Gemeindegebietes. Die erste schriftliche Erwähnung des Dorfes Schasticow und der Feste erfolgte 1321 als Sitz des Vladiken Jaroslaw de Schasticow (Jaroslav z Částkova). Im Jahre 1447 wurde der Ort als Sczastkow und ab 1463 als Czastkow bezeichnet. Die Besitzer wechselten vielfach, zu den bedeutendsten Geschlechtern gehörten die Vladiken von Honbice, deren Wappen sich auch im heutigen Gemeindewappen wiederfindet. Nachdem Czastkow an die Herrschaft Kunovice angeschlossen worden war, verlor die Feste ihre Bedeutung als Herrensitz. Sie wurde wahrscheinlich während der böhmisch-ungarischen Machtkämpfe um die Krone Böhmens zwischen 1468 und 1470 zusammen mit Svárov und Zlámaný Újezd niedergebrannt. 1497 wurde die Feste als wüst bezeichnet und im 16. Jahrhundert wieder aufgebaut. 1605 fielen die Siebenbürgischen Aufständischen unter Stephan Bocskai in Czastkow ein und verwüsteten den Ort. Später folgten mehrere Pestepidemien. Während des Dreißigjährigen Krieges wurde die Feste um 1640 endgültig zerstört. Das älteste Ortssiegel stammt vom Ende des 18. Jahrhunderts und trägt die Inschrift PECET.OBCE.CZASTKOWSKE. 1820 entstand in Czastkow eine eigene Schule, zuvor fand der Unterricht in der Pfarrschule Velký Ořechov statt.
Nach der Aufhebung der Patrimonialherrschaften bildete Czastkow ab 1850 eine Gemeinde in der Bezirkshauptmannschaft Uherský Brod. Seit 1872 wird der heutige Ortsname Částkov verwendet. Im Jahre 1950 wurde die Gemeinde dem Okres Uherské Hradiště zugeordnet.

## Ortsgliederung
Für die Gemeinde Částkov sind keine Ortsteile ausgewiesen. Zu Částkov gehört die Ansiedlung Háčky.

## Sehenswürdigkeiten
- Kapelle der Jungfrau Maria von Lourdes, erbaut 1898–1899
- Burgstall auf dem Platz Na hradě über der Kapelle am östlichen Ortsrand, die Feste erlosch während des Dreißigjährigen Krieges
- Eiche Žižkův dub im Wald südöstlich des Dorfes
- mehrere Grabhügel aus der Zeit von 2000 v. Chr., nördlich über dem Dorf
- Obstdarre aus dem 19. Jahrhundert